# Libellula pontica
Libellula pontica är en trollsländeart som beskrevs av Selys 1887. Libellula pontica ingår i släktet Libellula och familjen segeltrollsländor. IUCN kategoriserar arten globalt som nära hotad. Inga underarter finns listade i Catalogue of Life.